# آيسلستاين
آيسلستاين IJsselstein  هي مدينة وبلدية بمقاطعة أوترخت بهولندا.

## طوبوغرافيا
خريطة طوبوغرافية هولندية لبلدية آيسلستاين، يونيو 2015، (تقرأ بعد ثلاث نقرات على الخريطة).

## أعلام
- ميتشل فورم
- يوهان فريدريك بيتر

## وصلات خارجية
- الموقع الرسمي